# فرید احمد
فرید احمد (انگلیسی: Fareed Ahmed؛ زادهٔ ۲۸ آوریل ۱۹۸۹) بازیکن هاکی روی چمن اهل پاکستان است.
وی در مسابقات کشوری و بین‌المللی در مجموع برندهٔ ۲ مدال طلا، ۱ مدال نقره، ۱ مدال برنز شده‌است.